# Efemçukuru, Menderes
Efemçukuru là một xã thuộc huyện Menderes, tỉnh İzmir, Thổ Nhĩ Kỳ. Dân số thời điểm năm 2010 là 532 người.